# Seo Vieja (Lérida)
La Seo Vieja de Lérida[cita requerida] (en catalán la Seu Vella) es la catedral y monumento más emblemático de la ciudad, se construyó en estilo románico, aunque sus bóvedas son de crucería ojival góticas. Se alza en el cerro conocido como Turó de la Seu Vella, un cerro que domina la ciudad y la comarca del Segriá.
En Cataluña la persistencia del arte románico hasta el siglo XIII produjo estructuras arquitectónicas como la catedral de Lérida. Su estilo tardorrománico, o de transición, posee las formas románicas y la monumentalidad del gótico. Sus portadas y capiteles generaron un importante taller escultórico románico conocido como la Escuela de Lérida.
El magnífico claustro, con su galería mirador sobre la ciudad, se realizó entre los siglos XIII y XIV.
La catedral fue terminada en el siglo XV con la construcción del campanario y la puerta de los Apóstoles.
En el año 1707 y dada su importante posición estratégica, la Seo Vieja se convirtió en cuartel militar, no volviendo a desempeñar funciones religiosas. Aunque ha pasado por momentos de gran abandono, el traslado de los oficios religiosos ha permitido que se conserve el estilo original sin añadidos posteriores de otros estilos.

## Historia

### Primera catedral cristiana

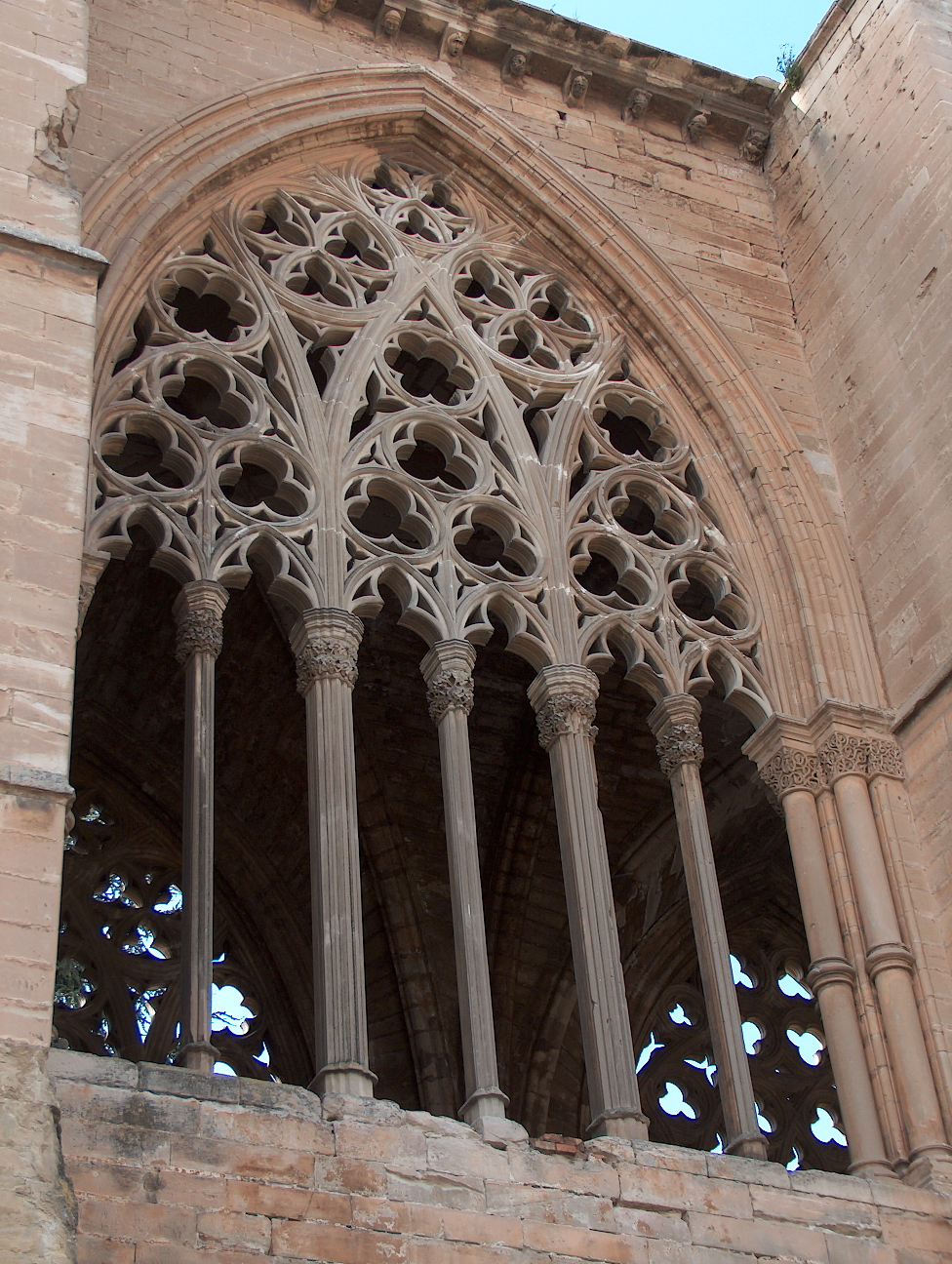
Tracería de un arco del claustro

En el mismo lugar se asentaba la catedral paleocristiana y visigótica, que luego fue utilizada como mezquita mayor en tiempos de la ocupación musulmana y que había sido construida en el año 832. Los condes Ramón Berenguer IV de Barcelona y Ermengol VI de Urgel conquistaron la ciudad de Lérida a los sarracenos en los años 1149, y fue el obispo Guillem Pere de Ravidats, trasladado desde la diócesis de Roda de Isábena, quien consagró la mezquita como catedral cristiana bajo la advocación de Santa María la Antigua, rigiéndose la canónica por la regla de San Agustín.
El obispo Gombau de Camporrells, después de realizar numerosas compras de terrenos y casas contiguas al templo, comenzó una nueva catedral para atender al incremento de población en aquellos años.

### Catedral románica

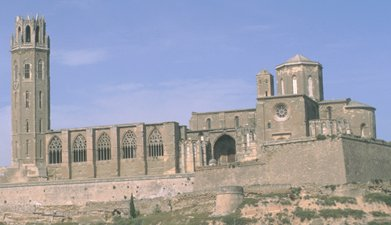
Vista general: la catedral es el grupo de edificios de la derecha; en el oeste el claustro, delante de la iglesia en una disposición extraña que recuerda los antepatios en las mezquitas árabes; más al oeste está el campanario

El año 1193 el Cabildo catedralicio de Lérida encargó el diseño de la nueva catedral al maestro constructor Pere de Coma. Este diseñó una catedral bajo los cánones románicos (planta y alzados articulados “ad quadratum” con rectángulos de proporciones 1,3;{\displaystyle {\sqrt {2}}}; 1,5 y {\displaystyle {\sqrt {3}}}.) El esquema de planta del templo se relaciona con el tipo benedictino que imperaba en Europa en los edificios religiosos de los siglos XI y XII.
El 22 de julio de 1203 el obispo Gombau de Camporrells, el rey Pedro el Católico y el conde Ermengol VIII de Urgel
colocaron la primera piedra, según consta en una lápida, situada en el pilar del presbiterio del lado
izquierdo, en la que también
se menciona al primer maestro de obras Pere de Coma como “Magister Operis Sedis Ilerdensis”, el cual trabajó durante veinte años hasta su muerte.
La nueva obra se construyó sobre la antigua, comenzándose por el transepto izquierdo y la puerta de san Berenguer, siguiendo por el ábside hasta llegar al brazo derecho y la puerta de la Anunciata en el año 1215. Se cree que el maestro Pere de Coma ejecutó hasta el segundo tramo de la nave y la puerta dels Fillols.
Fue consagrada el 31 de octubre de 1278 por el obispo Guillem de Montcada. Así constaba en una lápida, hoy desaparecida, colocada sobre la puerta principal de los pies de la nave.
El maestro de obras Pere de Pennafreita, fallecido en 1286, se cree que construyó el cimborio del crucero y cubrió las naves del templo con bóvedas de crucería. En esta fase de finales del siglo XIII se utilizaron elementos del nuevo estilo gótico. El conjunto del edificio no se resiente por ello y presenta una unidad equilibrada y armónica.
Según Puig i Cadafalch, los planos de las catedrales de Lérida y Tarragona responden a un tipo extendido en la Francia septentrional (Normandía) y ligado a los monjes benedictinos, caracterizado por grandes ábsides y un crucero de grandes dimensiones. El Císter dio a conocer soluciones tecnológicas empleadas en el final del románico borgoñón como la sustentación del edificio mediante el arco ojival o la bóveda de crucería. Así en estas dos catedrales se incorporaron elementos del final del románico o protogóticos.

### Obras en los siglosXIVyXV
| Playa | Playa | Playa | Playa | Playa | Playa | Playa |
| --- | ----- | ----- | ----- | ----- | ----- | ----- |
| |       |       |       |       |       |       |
| Leyendas |       |       |       |       |       |       |
| Iglesia Claustro Edificio de canónigos |       |       |       |       |       |       |
| 1.-Puerta de los Apóstoles, 2.-Torre Campanario, 3.-Puerta principal, 4.-Puerta dels Fillols, 5.-Puerta de La Anunciata, 6.-Puerta de san Berenguer. |       |       |       |       |       |       |

A finales delsiglo XIII estaban prácticamente concluidas las obras mayores de la catedral y se continuó por las capillas, el claustro, el retablo del altar mayor, obras funerarias, la puerta de los Apóstoles y el campanario, participando sucesivos maestros de obras.
La construcción del claustro se realizó entre la segunda mitad del siglo XIII y el siglo XV. Guillem d’Enill en 1330 habría trabajado en el claustro y en 1337 terminó la capilla de Hugo de Cardona. Pere Piquer, documentado entre 1340 y 1345, construyó las capillas del obispo Ferrer Colom, de los Montcada y del obispo Arnau Sescomes. Guillem Seguer fue el maestro que trabajó a mediados del siglo XIV y el realizador del primer proyecto de la puerta de los Apóstoles. Hasta el año 1378 estuvo Bartomeu de Robió coincidiendo con Jaime Cascalls, que dirigía la puerta de los Apóstoles y que también trabajaba en el monasterio de Poblet. Robió realizó el gran retablo del altar mayor en piedra y el coro. Su sucesor, Guillem Solivella, construyó la torre del campanario y el pórtico de la puerta del Fillols. En el siglo XV trabajaron el francés Carles Galtés de Ruan en la puerta de los Apóstoles y en el coronamiento del campanario. El maestro Mateu Alemany que construyó en el año 1406 el primer reloj que albergó la torre mayor. En 1441 fue nombrado maestro mayor Marc Safont aunque nunca trabajó en ella y si lo hizo su esclavo Jordi Safont, que cuando quedó aforado fue nombrado maestro mayor de la seu en 1443, siendo sucedido por los maestros Bertran de la Borda entre 1462 y 1485 y por Francesc Gomar para finalizar la bóveda de crucería de la puerta dels Fillols. El último maestro mayor fue Antoni Queralt, que realizó acabados de obra, principalmente en el claustro, entre los años 1494 y 1513.

### Últimos años
En los siglos siguientes se modificaron y sustituyeron algunos arcos o piezas escultóricas.
En el año 1707, la ciudad fue conquistada por las tropas de Felipe V y la Seo Vieja se convirtió en cuartel militar, trasladándose las funciones religiosas a la iglesia de san Lorenzo. La mayor parte de los bienes que los canónigos no se habían llevado, se perdieron o destruyeron. La Seo Vieja estuvo a punto de ser destruida por orden del rey, pues había contribuido decisivamente en la defensa de la ciudad. La orden finalmente no se produjo, por la defunción del monarca.
Una nueva catedral barroca, la Catedral Nueva de Lérida, se construyó entre los años 1761 y 1781 en la parte baja de la ciudad, por lo que este edificio no volvió a ser sede catedralicia.
Durante la segunda mitad del siglo XIX, en la Renaixença catalana se inició la revalorización de la antigua catedral, hasta llegar al 12 de junio de 1918 en que se declaró a la Seo Vieja monumento nacional.
Su carácter militar hizo que desde enero de 1939 fuese utilizada por las tropas franquistas como campo de concentración de prisioneros republicanos de la Guerra Civil. Mantuvo esta condición hasta agosto de 1940, convirtiéndose entonces en prisión. En 1948 el ejército la cedió al Ministerio de Educación y en 1949 se inició su restauración bajo la dirección del arquitecto Alejandro Ferrant Vázquez, arquitecto del Servicio de Defensa del Patrimonio Artístico Nacional, 4.ª Zona.
En el año 2003 se conmemoraron los ochocientos años de la colocación de la primera piedra, con una gran exposición de obras artísticas de la catedral que se hallaban dispersas.
El 2 de octubre de 2015, el conjunto monumental de la colina de la Seo Vieja ("Conjunt Monumental del Turó de la Seu Vella") fue incorporado, por el Ministerio de Cultura del Gobierno de España, a la lista indicativa de monumentos españoles que optan a ser declarados Patrimonio de la Humanidad por la UNESCO.

## Arquitectura
La estructura de la cabecera es muy similar a la de la Catedral de Tarragona. El corto espacio de tiempo en que se construyó la Seo Vieja, hace pensar en un programa unitario y con pocas modificaciones. Con las innovaciones estructurales que el gótico introdujo como el arco apuntado y la bóveda de crucería junto con el contrafuerte se incrementó la altura de las naves, realizándose readaptaciones de la estructura románica en los pilares para el sostenimiento de las bóvedas góticas sin alteraciones profundas consiguiéndose un equilibrio proporcionado y armónico.
La construcción arquitectónica de la catedral de Lérida, desarrolló unos talleres muy activos, conocidos como "escuela de Lérida", que tuvieron influencia en otras iglesias de la ciudad y en el entorno, como las de San Martín o San Lorenzo y la de Santa María la Mayor de Tamarite de Litera.
La catedral y el contiguo castillo de la Suda están protegidos por un mismo recinto amurallado, accediéndose al mismo por la Puerta del León.

### El edificio interior
La catedral presenta una planta basilical de cruz latina con tres naves longitudinales siendo más ancha y alta la central. En la parte superior de esta, se abren ventanales de arcos de medio punto. La unión de las naves laterales con la central está resuelta por seis grandes columnas (tres por costado) coniformes.
Las proporciones de la planta de la iglesia debieron estar condicionadas por la topografía de su terreno. Las medidas de la nave central son de setenta metros de longitud, trece de anchura y diecinueve de altura, las naves laterales tienen treinta de longitud, ocho de anchura y diez y medio de altura, el transepto tiene la misma altura que la nave central por diez de anchura y cincuenta y tres de largo. Las naves están formadas por tres tramos con arcadas cubiertas con bóvedas de crucería.
El encuentro de la nave central y el transepto se solucionó con un gran cimborio octogonal sobre trompas, cubierta con una bóveda de crucería con galería superior transitable y grandes ventanales que iluminan el centro de la catedral.
La cabecera está compuesta por un gran ábside central y cuatro más pequeños semicirculares con bóveda de cuarto de esfera, reconvertidos en capillas por las familias ilustres de la ciudad en época medieval. El primer ábside de la parte norte ha desaparecido por la explosión del polvorín del castillo de la Suda en el año 1812 y el segundo de ese lado se convirtió en sacristía durante el siglo XV. El ábside central se conserva en su construcción primitiva. El siguiente hacia el lado sur únicamente conserva parte de sus muros y el último ábside también se encuentra prácticamente desaparecido.
Los gruesos pilares cruciformes que contienen dieciséis columnas cada uno de ellos, son los que sostienen los arcos fajones y formeros que a su vez sostienen los nervios de las bóvedas de crucería. La sección de estos pilares ha estado justificada por su adaptación de la estructura románica al cubrimiento de las naves, ya con influencia gótica, que hicieron alargar las columnas hasta los nervios de la crucería.
Los capiteles interiores de las columnas que sostienen las ojivas y los arcos torales así como la separación entre las naves y los de la entrada a la cabecera, están profusamente esculpidos con representaciones variadas: vegetales, geométricos, zoomórficos e historiados con temas del Antiguo y Nuevo Testamento. Con dos estilos diferenciados, los de la parte de la cabecera son occitanos y el resto de la escuela leridana. La primera actividad escultórica en unos capiteles historiados presentan un estilo paralelo al norte de Italia, inspirado en los trabajos que Benedetto Antelami había desarrollado en el baptisterio de Parma,y relacionados con la figura de Ramón de Bianya, son unos relieves con gran sentido descriptivo y figuras con gran energía, donde se puede ver en sus fondos la señal del trabajo con trépano, la iconografía que representa son escenas bíblicas junto con animales fantásticos y motivos vegetales y se encuentran principalmente en los capiteles que comunican el transepto con las naves laterales. A partir del año 1215, los trabajos escultóricos muestran una técnica menos preciosista y con unos valores volumétricos más planos y predomina la representación ornamental sobre el figurativo, se relacionan estos temas de composición y técnica con los capiteles del claustro tolosano de La Dorada, se encuentran estos trabajos en la catedral de Lérida, en los capiteles del nivel superior del crucero y la nave central así como en los capiteles de la galería del claustro más cercana a la fachada. La obra más importante dentro de la catedral de este taller escultórico fue principalmente las puertas de la Anunciata, dels Fillols y la principal del templo.
En su interior conserva importantes restos de pinturas murales y de escultura monumental, aunque gran parte de las obras de arte que contenía fueron expoliadas, después de la Guerra de Sucesión.
Situado en los pies de la nave se encuentra el claustro con sus dependencias y la torre del campanario.

#### Retablo mayor
Realizado entre los años 1360 y 1362 por Bartomeu Robió, maestro de obras de la catedral, fue ejecutado en alabastro de las canteras de Sarral. El retablo dividía el espacio absidial, dejando la parte posterior para servicio de sacristía.
El retablo sufrió una modificación durante el siglo XV (1439), con la incorporación de un nuevo bancal con relieves realizado por Carles Galtés de Ruan y Jordi Safont. Se realizó en este tiempo también, la policromía de los relieves.
Durante el siglo XVIII se desmontó, y de sus relieves solo se conocen cinco:
- El Pentecostés en el Museo Diocesano de Lérida.
- El grupo de cuatro Profetas sentados con libros en las manos, también en el Museo Diocesano de Lérida.
- Reprobación de Adan y Eva en el Fine Art Museum of San Francisco.
- Rey mago de la Epifanía en el Museo Goya de Castres.
- Existe una fotografía de un quinto relieve, representando cuatro personajes sentados, como réplica de los profetas del Museo Diocesano de Lérida. Se sabe que éste relieve había pertenecido a un coleccionista italiano, que lo vendió el año 1932 en los Estados Unidos.[11]

#### Coro
El primer coro fue construido en el siglo XIV por Benet Martorell, pero fue cambiado por otro más grande bajo la dirección de Climent Carbonell entre los años 1497 y 1501, siguiendo el modelo del de la Catedral de Zaragoza. Participaron en su realización Antoni Barber, Antoni Queralt y Joan de Gainça. Del coro y la sillería solo se conserva un pequeño fragmento.
Repartidos en el interior de la Seu, hay en exposición permanente una gran colección de quince tapices flamencos del siglo XVI, representando pasajes bíblicos, composiciones mitológicas y cortesanas.
|  |  |

#### Capillas
En las capillas de la época del siglo XIV ya se ven la complejidad decorativa en sus bóvedas de crucería. El arte gótico entró tímidamente al final del siglo XII en las catedrales de Lérida, Tarragona y Ávila entre otras. Importante era la decoración interior a base de las pinturas murales, de las que aún quedan algunas muestras en sus capillas.

##### Capilla de San Pedro
Primera capilla del lado de la epístola de la época románica dedicada a santa Petronila en el siglo XIII. Fue enterrado en esta capilla el obispo Guillem de Montcada. Reconstruida en el año 1328 por la familia Montcada fue transformada por el maestro de obras Pere Piquer al estilo gótico para dedicarla a panteón bajo la advocación de san Pedro en el altar mayor y en los laterales a san Pablo y san Juan. Su decoración escultórica se concentra en las bóvedas de crucería de muy buena calidad, aunque de diferentes autores, en el tramo preabsidial con una bóveda estrellada su clave representa la entrega a san Pedro de las llaves de manos de Jesús, esta composición está rodeada por una cenefa de pámpanos y racimos de vid. En el tramo absidial se representa en la clave de bóveda a Cristo mostrando las llagas de la Pasión con las figuras de San Juan y la Virgen.

##### Capilla de la Concepción
Reconstruida por la familia del obispo Ferrer Colom en el siglo XIV según la clave de bóveda. Muerto el obispo en 1340 de su sarcófago se conserva la parte de un friso representando una procesión funeraria atribuido al maestro de Anglesola por la similitud con el frontal de Anglesola. Se trasladaron aquí los restos de las tumbas de Ot de Montcada y su mujer Teresa con estatuas yacentes en posición frontal y lujosamente vestidas.
Como consecuencia de la conversión de la catedral en cuartel, el espacio de la capilla se dividió la altura en dos pisos como en el resto del edificio. En el nivel superior se alojó el regimiento de Navarra y en la parte baja se utilizó como almacén de artillería. Esto comportó la mutilación de gran parte de la escultura. En el año 1925 el comandante Combelles al derribar la pared que cerraba la capilla, se encontró:
...24 fragmentos de figuras, sentadas, unas con las cabezas rotas, otras con las cabezas encontradas y pegadas.
De estas veinticuatro figuras solo se conservan una quincena, todas decapitadas.
La escultura que hoy se puede ver en la capilla es la que muestran las ménsulas de la terminación de los nervios de las bóvedas de carácter vegetal y la de sus claves de bóveda figurativas, destacando la de la parte absidal que representa la Virgen María en avanzado estado de gestación, enmarcada con unas arcuaciones trilobuladas.

##### Sepulcro de Berenguer de Barutell
En el muro del presbiterio en el lado de la epístola y en su lugar original se encuentra el sepulcro del ardiaca mayor de la catedral Berenguer de Baturell, debajo de un arcosolio con un arco conopial y muy decorado. Consta de tres cuerpos horizontales representando en el superior escenas del enterramiento, en el central la imagen del difunto y en el inferior una cartela sostenida por ángeles y en ambos lados el escudo del ardiaca. Fue realizado en 1437 por Rotllí Gautier.

##### Capilla de la Epifanía o Requesens
Realizada a finales del siglo XIV con función de panteón funerario. Construida por Bartomeu de Robió por encargo del obispo Guerau de Requesens junto con la cripta dedicada a la Natividad. Está situada a la izquierda de la Puerta del Fillols saliendo de la catedral. La capilla tiene una estructura de tres tramos con las claves esculturadas y policromadas, en una de ellas hay la representación del obispo rezando delante la Virgen. Los nervios que componen la bóveda estrellada están todos profusamente decorados con motivos florales y heráldicos.
El mausoleo fue realizado por los escultores Pedro de Sarabia y Juan de Palacios en 1510 para Lluís de Requesens, gobernador de Cataluña. Se encuentran en esta capilla dos imágenes de apóstoles reconstruidos de la puerta del mismo nombre. En el exterior se aprecian sus contrafuertes y los amplios vitrales que posee.
Su reciente restauración la ha realizado el Museo Nacional de Arte de Cataluña, mostrando una espléndida escultura arquitectónica con restos de policromía original.

##### Capilla de santo Tomás
Pequeña capilla, construida aprovechando el grueso del muro del edificio, con bóveda apuntada y un conjunto de pinturas murales representando los apóstoles de la época original de su construcción del siglo XIII, con influencia múdejar.

##### Capilla de san Juan Bautista de la familia Pinell
En origen dedicada al baptisterio hasta la reconstrucción a finales del siglo XIV por encargo de la familia Pinell y modificada en el siglo XVI con elementos decorativos del renacimiento. De planta cuadrada y con bóveda estrellada de cinco claves observándose en la central la Virgen con Niño y en el resto escudos heráldicos de la familia Pinell, la fundadora.

##### Capilla de Jesús o Capilla de la familia Sescomes
Construida entre 1334 y 1340 para la familia del obispo Arnau Sescomes. Su acceso se realiza por el exterior al lado derecho de la puerta del Fillols y fue el obispo Arnau Sescomes el que la encargó en 1334 al artista de origen inglés Reinard des Fonoll. Consta de una planta con un tramo recto y otro poligonal, en sus claves de bóveda hay representadas la figura de Dios Padre y el Agnus Dei y en las ménsulas de los arranques de los nervios de la bóveda los símbolos de los cuatro evangelistas. Contiene los sarcófagos del obispo Arnau y de su sobrino, también obispo de Lérida y presidente de la Diputación del General de Cataluña, Romeu Sescomes además de otros familiares.

##### Capilla de santa Margarita o Crucifixión
Situada al lado de la puerta meridional. Contiene unas pinturas murales de la Edad Media las pinturas representan la crucifixión en un espacio limitado por un arco haciendo de eje central del conjunto, se observan un grupo de mujeres, entre ellas la Virgen, y al otro lado el centurión Longino en aptitud de rogar a Cristo además del retrato del donante Guillem Soler (†1354) a los pies de la cruz.

##### Capilla de las Ánimas del Purgatorio
Situada en el lado del evangelio de la nave lateral, antiguamente estaba ocupada por la capilla del Corpus Christi. Realizada por el maestro de obras Francesc Gassol en el año 1698, fue la última reconstruida en la catedral, encargada por el obispo Miguel Jerónimo de Molina, en la actualidad hay un arco ciego ya que la capilla fue destruida por la expansión de la explosión del polvorín del castillo de la Suda en el año 1812. En su muro se encuentra el sepulcro del año 1322 de Pere Moliner, atribuido al artista Pere Seguer con la figura del canónico y con decoración de arquerías.

##### Capilla de san Vicente
Construida por el canónico Ramón de Montpellier en 1285, tiene una cubierta con bóveda de arista.
A su lado se encuentra el sepulcro de Berenguer Gallart encargado a Bertran de la Borda que lo realizó en los años 1452 y se colocó en 1484. Está ubicado encima de la puerta llamada de lavacrum, ya que debía comunicar con un recinto con fuente de la antigua canónica.

##### Capilla de san Erasmo
De planta rectangular muy alargada y construida en el siglo XIII.

##### Capilla de la Ascensión
Fundada por el canónico Cassola a inicios del segundo cuarto del siglo XIII.

##### Capilla de santa Petronila o Todos los Santos
Es la última antes de llegar al transepto con restos de pinturas murales.

##### Sepulcro de Alfonso IV el Benigno
Al lado de la puerta de San Berenguer se encuentra ubicado el sepulcro que se supone contiene los restos mortales del rey Alfonso IV el Benigno, los de su esposa, la reina Leonor de Castilla, y los del infante Fernando de Aragón y Castilla, hijo de los anteriores. Los restos mortales de los tres individuos fueron hallados en la cripta de la catedral de Lérida y, posteriormente, colocados en este sepulcro en 1986.

### Exterior
En el exterior se observan las fachadas en su mayoría de gran sobriedad, solamente rota esta austeridad por las puertas de arquivoltas y con escultura en sus capiteles e impostas, sobre algunas de ellas se encuentran grandes rosetones, como en la puerta de san Berenguer y de la Anunciata.
Caracterizada su arquitectura por la austeridad de sus formas, se aprecia en su exterior el estilo lombardo, que tanta influencia tuvo en el siglo XI en el románico catalán, sobre todo en las iglesias del Valle de Bohí que forman parte del patrimonio de la humanidad de la Unesco. Es importante en esta arquitectura la escultura de las portadas en arquivoltas y en capiteles.
El ábside central es el que muestra más decoración lombarda con lesenas, arcuaciones ciegas y tres ventanas de arco de medio punto con dos arquivoltas lisas reposando en unos capiteles con esculturas, un friso une las tres ventanas.
Las cubiertas del edificio son cónicas en los ábsides y a dos vertientes en la nave central.
Uno de los elementos más visibles en el exterior es el campanario de estilo gótico y con una altura que supera los sesenta metros.
En el muro sur se puede apreciar, además de las puertas, las cinco grandes arcadas góticas de la galería meridional del claustro con sus gruesos contrafuertes.

#### Puertas
Son muy interesantes las portadas románicas de Sant Berenguer, dels Fillols y de l'Anunciata, claros ejemplos de la famosa "Escuela románica de Lérida" cuya influencia se extendió por un amplio territorio que abarca no solo la zona de Lérida, sino también Huesca (San Miguel de Foces) o incluso Valencia (Puerta de Lérida de la Catedral de Valencia). Estas portadas se caracterizan por carecer de tímpano y estar construidas en un cuerpo saliente del muro principal, cuyo objetivo es el de aumentar el número de arquivoltas, las cuales muestran una minuciosa decoración a base de entrelazado geométrico, zig-zags y puntas de diamante, de clara influencia islámica.
Hay tres puertas que corresponden al final de cada una de las naves del templo que dan al claustro. En fachada oeste que da acceso al claustro se encuentra la puerta de los Apóstoles formando parte del recinto claustral.

##### Puerta de San Berenguer
Llamada también del Castell (castillo) por estar emplazada enfrente del mismo. Es la primera de las puertas construidas en el siglo XII y situada en el brazo norte del transepto.
Compuesta por un cuerpo rectangular que sobresale del muro, se remata con una cornisa y unas ménsulas ricamente decoradas con elementos vegetales a base de cintas ondulades que inscriben palmas y figuras de pájaros o la lucha entre humanos y monstruos.
El resto es de una gran sobriedad y sin otra clase de ornamentación. Sus arcadas son la exterior apuntada de tipo islámico y semicirculares las dos interiores.
Sobre los arcos se encuentra un crismón con el monograma de Jesucristo.

##### Puerta de la Anunciata
Llamada así por la inscripción esculpida debajo de la cornisa, con letra del tipo gótica, del saludo evangélico:

 «AVE MARIA GRATIA PLENA DNUS TECUM BENEDICTA TU IN MULIERIBUS»

Se encuentra situada en el lado sur del brazo del transepto.
Consta de un cuerpo rectangular sobresaliendo del muro, según la tipología de las portaladas románicas, con una cornisa con ménsulas representando cabezas humanas de forma ovalada y con gestos grotescos. La puerta está formada por arquivoltas sostenidas por pilares y columnas montados sobre un zócalo, con capiteles. En las arquivoltas, capiteles e impostas se encuentran decoraciones con motivos geométricos y vegetales vinculadas a un origen tolosano y que se relacionan con elementos escultóricos de la catedral de Tarragona. En ambos lados de la puerta se encuentran dos fornículas con coronas lobuladas que originariamente formaban parte de la antigua mezquita de la ciudad árabe y que fueron salvadas e incrustadas en la nueva construcción románica, conteniendo imágenes alusivas a La Anunciación y del arcángel san Gabriel y que se conservan en el Museo Diocesano de Lérida. Sobre los arcos de la puerta se puede ver un crismón con el monograma de Cristo y en la parte derecha de la puerta hay una lápida con la fecha de su construcción del año 1215 que reza así:

 «10 de les calendas de maig de 1215.»

##### Puerta dels Fillols
Construida hacia el año 1220, fue durante mucho tiempo la entrada principal y la de ingreso obligatorio, hasta el siglo XVII, de todos los que debían recibir el sacramento del bautismo.
Se encuentra situada en la fachada sur y es la que representa uno de los ejemplos más claros de la escuela de Lérida junto con la puerta Mayor de la fachada del oeste.
Consta de arco de medio punto con numerosas arquivoltas decoradas por un repertorio de elementos tolosanos, con motivos geométricos de zig-zag, palmas y piñas, arcos entrecruzados y puntas de diamante. Reposan sobre un friso corrido con una decoración parecida a la descrita y sobre pilares y columnas con capiteles esculpidos con animales fantásticos luchando y figuras humanas mezclados con motivos vegetales. Sobre la puerta se encuentra una cornisa con un friso decorado totalmente y con las ménsulas con diversidad de flores, cabezas de animales, motivos zoomórficos y figuras humanas.
Sobre el año 1386, cuando era maestro de obras Guillem Solivella, se realizó un nártex, para proteger la puerta, de planta rectangular y cubierto con una bóveda de crucería con la representación de la Virgen con Niño rodeada de ángeles en su clave, las ménsulas, donde descansan los nervios de la bóveda, están decoradas con ángeles y vírgenes orantes. Por la parte exterior está rematado por un gran arco con un cenefa de hojas esculpidas.
|  |

##### Puertas de los pies del templo
Data de finales del siglo XIII, constituían la entrada principal de la catedral, la central junto con otras dos laterales, que coinciden con las tres naves del templo y que debieron quedar anuladas al edificarse delante el claustro.
La central o mayor se inscribe en un cuerpo que sobresale del muro de la fachada y destaca por la gran decoración de sus arquivoltas, prácticamente idénticas a la puerta dels Fillols, los capiteles de las columnas que sostienen las arquivoltas tiene un tipo de escultura con mucho volumen con un trabajo que parece de orfebrería, la cornisa está bastante maltrecha quedando solo unos fragmentos con motivos decorativos de vegetación entrelazada, escudos y guerreros.
Las puertas laterales son de medida más pequeña también con arcos de medio punto y guardapolvos decorado con puntas de diamante y con más sencillez en la escultura de las arquivoltas. En las ménsulas que sostienen la cornisa de una de estas puertas se muestran dos cabezas de monstruos con la boca abierta y sacando la lengua en aptitud burlesca, es la puerta del lado del Evangelio llamada también de les Fonts.

##### Puerta de los Apóstoles
Colocada en la fachada oeste, es desde esta puerta por la que se accede exteriormente al claustro. Su construcción data de los siglos XIV y XV tomando como modelo la arquitectura gótica francesa, como la de la catedral de Chartres.
Iniciada por el maestro de obras Bartomeu Robió, existiendo un proyecto de Guillem Seguer de mediados del siglo XIV, consta de una gran portalada con arquivoltas apuntadas profusamente decoradas que van a sostenerse a los pilares donde se colocaron toda la iconografía de los apóstoles, coronados por pináculos góticos. En el mainel de la puerta se colocó la imagen de la Virgen María (Mare de Déu del Blau) y en el tímpano el pasaje bíblico del Juicio Final, representando en el centro a Cristo entronizado y con unos relieves en ambos lados con símbolos de la Pasión, estos trabajos escultóricos fueron encargados a Jordi Safont, que fue ayudado por su discípulo Bertran de la Borda.
Con el maestrazgo de Robió coincidió hasta finales de 1364 con la estancia en la catedral de Jaume Cascalls que dirigía los trabajos de la puerta.
Guillem Solivella entre los años 1390 y 1394 realizó la Virgen del mainel, san Pablo, san Pedro, san Juan Bautista y san Juan Evangelista. Las imágenes de los apóstoles Pedro y Pablo fueron sustituidas en el siglo XVII por otras de Claudi Perret.
El maestro de obras y escultor Carles Galtés de Ruan (mestre Carlí) fue el autor de Santiago el Mayor, san Bartolomé y san Andrés.
Hacia los años 1445, Jordi Safont realizó junto con sus colaboradores los apóstoles Santiago el Menor, san Felipe, santo Tomás, san Mateo y san Matías.
En el año 1490 se construyó por Francesc Gomar un pórtico parecido al de la puerta dels Fillols, del que se conservan solo restos, este porche tenía tres bóvedas de crucería, las dos laterales más pequeñas.
En el año 1936 fueron mutiladas la mayoría de las imágenes de los apóstoles de las que se conservan algunos fragmentos. La Virgen del mainel de la puerta (Mare de Déu del Blau) fue guardada a partir de la ocupación militar de 1707, y trasladada definitivamente a la Catedral Nueva de Lérida.
Entre los años 1982 y 1984 el arquitecto Ignasi Miquel realizó obras de acondicionamiento de la explanada de los Apóstoles, lo más significativo es la creación de una fosa a lo largo de todo el perímetro de la muralla como función de barandilla y resolviendo así la visualización del paisaje sin ningún impedimento arquitectónico. Como señala Miquel Espinet:

... se trata de una magnífica puesta en escena de una explanada histórica en el Turó de la Seu Vella. Expresión minimalista y austeridad de materiales para una obra de arquitecto poco conocida.

#### Claustro
El claustro se halla anómalamente emplazado delante de la fachada principal de la basílica. Se accede a él por las tres puertas interiores de las naves de la catedral o por la puerta exterior de la parte oeste, la llamada de los Apóstoles.
Tiene una planta ligeramente trapezoidal con cuatro galerías de cuarenta y ocho metros de promedio de largo por 8,77 de ancho, destacando por sus excepcionales dimensiones, que lo convierten en uno de los mayores claustros de Europa, cubiertas con bóvedas de arista, su construcción fue iniciada a finales del siglo XIII por el maestro de obras Guillem d'Enill, correspondiendo a esta época el ala este, los arcos de la parte nord-oriental y los fuertes contrafuertes de la galería sur. Uno de los factores más originales del claustro es la situación de la galería meridional que se convierte en un magnífico mirador a través de sus cinco arcos, sobre la ciudad con una amplia vista panorámica.
Las galerías son de cinco tramos y están realizadas con 17 arcos ojivales de delicadas tracerías todas desiguales, sostenidas por finas columnas con capiteles decorados con elementos vegetales mezclados con otros representando animales o figuras humanas, entre estos destaca uno de la galería norte con una escena de la vendimia, los de los animales se encuentran enfrentados en pelea. En el ala este se destaca una escena con la Anunciación y otro capitel con la representación de David luchando con un león y la escena de la crucifixión.
El obispo Jaume Sitjó en el año 1343 siendo ya maestro de obras del claustro Pere Piquer, ordenó la distribución de las sepulturas del claustro:
- La galería que corresponde a los pies de la iglesia se reservaba a los canónigos de la ciudad y a los miembros más importantes de la nobleza y a los ciudadanos honrados de Lérida.
- La galería norte se destinaba a los canónigos forasteros y para los miembros destacos en las artes (como Pere de Prenafeta, maestro de obras de la catedral) o de las leyes y medicina así como a los fundadores de los altares.

El día 2 de noviembre de 1388 se desmontó el taller de obra que había estado situado hasta entonces en el huerto del claustro, por estar las obras ya muy avanzadas, trasladándolo a las afueras de la catedral.
Junto a la galería norte se encontraban las dependencias de la antigua canónica, las puertas de entrada son de estilo plateresco, la de la sala capitular realizada por Lope de Arrue en 1549 y la de la capilla de Santa María la Antigua del año 1559/1562 de Jeroni Xanxo. La Pía Almoina, se encuentra dentro de estas dependencias con el refectorio, cuyas pinturas murales románicas se conservan en el museo Diocesano de Lérida, siendo unas de las más importantes de la catedral, representando es su fragmento principal una mesa detrás la cual aparecen un gran número de personajes que están bebiendo y comiendo organizados en grupos debajo de los cuales está inscrito el nombre del benefactor como los obispos Pere de Rei, Pere de Torrefeta y Ramón de Montasor. Las pinturas están datadas desde el año 1300 de estilo rígido ligado a la época románica hasta mediados del siglo XIV ya con influencia italianizante.
El claustro sufrió desperfectos durante la ocupación militar, estuvo dividido en dos pisos durante dos siglos y todas sus galerías fueron tapiadas, para evitar corrientes de aire y hacer espacios cerrados.

#### Campanario
Situado en el sudoeste del claustro, fue iniciada su construcción en el siglo XIV por el maestro de obras de la catedral Guillem Solivella y terminada en el siglo siguiente.
Tiene planta octogonal con dos cuerpos de diámetro diferente, uno de doce metros y otro de nueve, el primero formado por cuatro plantas con ventanales formados por columnas y tracerías caladas y el segundo cuerpo con galerías. La última planta está coronada con pináculos y arbotantes góticos y gárgolas, esta última parte del campanario estuvo realizada por el maestro Carlí a principios del siglo XV. Posee una escalera de caracol con 238 escalones para llegar al punto más alto de la torre de 60 metros.
Existe documentación de que durante la ocupación militar del siglo XVIII por las tropas de Felipe V, el cabildo compró el campanario por 3000 monedas de oro para poder utilizar las campanas como aviso de los servicios religiosos.
Actualmente, cada día se puede escuchar la campana llamada Mónica que anuncia los cuartos y su hermana mayor Silvestra anuncia las horas. Las dos campanas pertenecen al estilo gótico, fundidas en el siglo XV.
En el año 1942 se realizó una restauración, bajo el proyecto de Cèsar Martinell i Brunet.

## Maestros de obras de la Seo Vieja de Lérida en los siglosXIII-XV
En 1821, Jaime Villanueva editó el libro Viage literario á las iglesias de España, donde hizo una relación de los arquitectos que intervinieron en la catedral de Lérida.
| - Pere de Coma (?-1220) - Berenguer de Coma (?) - Mateu Alemany (?) - Pere de Penafreta I (?-1286) - Pere de Penafreta II (1297-?) - Francesc de Montflorit (1310-1312) - Desconocido - Guillem Seguer | - Pere Seguer (1356-?) - Jaume Cascalls (1359-1377) - Bartomeu Robió (1360-1372) - Guillem Solivella (1378-1405) - Desconocido (1405-1407) - Carles Galtés de Ruan (1410-1427) - Pol | - Rotlli Gautier (1436-1441) - Marc Safont (1441-1442) - Jordi Safont (1442-1454) - Andreu Pi (1457-1460) - Bertran de la Borda (1461-1485) - Francesc Gomar (1490-1491) - Exemeno - Antoni Queralt (1494-1513) |